# Aubrey Powell
Aubrey Powell (19 de abril de 1918 - 27 de janeiro de 2009) foi um futebolista galês, o qual jogava como atacante e disputou oito partidas durante quatro anos pela Seleção Galesa de Futebol. Além disso, jogou pelo Leeds United, Everton F.C. e Birmingham City entre as décadas de 30 e 50. Faleceu em 2009.